# ورزشگاه بریزبن رود

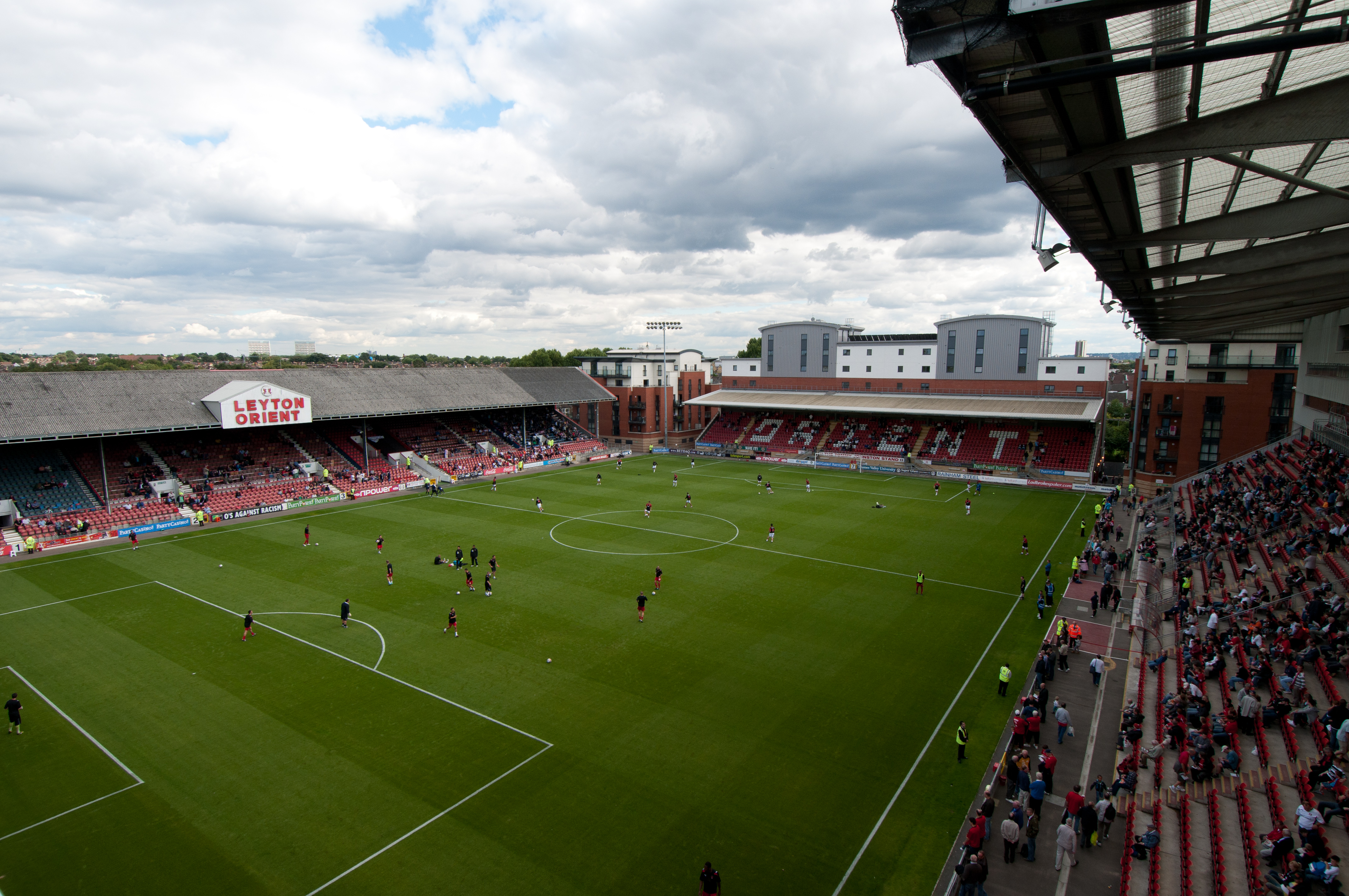
ورزشگاه بریزبن رود

ورزشگاه بریزبن رود ، که در حال حاضر به دلایل تبلیغاتی با نام ورزشگاه بت‌رایت شناخته می‌شود و در ابتدا با نام آزبورن رود شناخته می‌شد، یک ورزشگاه فوتبال در منطقه لیتون، شرق لندن ، انگلستان است. این ورزشگاه از سال ۱۹۳۷ زمین خانگی باشگاه لیتون اورینت بوده است، پیش از آن، زمین خانگی تیم آماتور لیتون بود  ِکه بعد ها به زمین زمین هیر اند هاوندز نقل مکان کرد. از سال ۲۰۲۲، این ورزشگاه همچنین میزبان تیم فوتبال زنان تاتنهام هاتسپر نیز بوده است.